# チェン・カイコー
チェン・カイコー（陳 凱歌、漢字日本語読み：ちん がいか、拼音：Chén Kǎigē, 1952年8月12日 - ） は、中国の映画監督。上海大学影視学院院長。

## 経歴
1952年8月12日、北京で出生。父親は同じく映画監督の陳懐皚である。平和を願った両親から白い鳩を意味する「皚鴿」と名付けられたが、後に国威発揚をイメージする同音の「凱歌」に改名した。紅衛兵世代であり、文化大革命時には反革命分子とされた父親を裏切って糾弾した。その後、地方に下放に出された。その後、文革終結後の1978年に北京電影学院に入学。
1982年に北京電影学院を卒業後、1984年に長編監督第一作『黄色い大地』を発表。中国政府の検閲が厳しい時代にもかかわらず、チャン・イーモウの撮影による力強い映像と革新的な物語が中国映画界に大きな変化をもたらした。国外からも注目を浴び、翌1985年にはロカルノ国際映画祭銀豹賞を受賞。以後、チャン・イーモウらとともに中国映画界における「第五世代」と呼ばれるようになった。その後、軍事パレードに向けて訓練する中国人民解放軍兵士の姿を描いた1986年の『大閲兵』が翌1987年のモントリオール世界映画祭で審査員賞を受賞。文化大革命時に下放された青年が教師となる1987年の『子供たちの王様』は翌1988年の第41回カンヌ国際映画祭に出品され、コンペティション部門で上映された初の中国映画となった。1987年から1989年までの間、ニューヨークのティッシュ・スクール・オブ・ジ・アーツで客員研究員を務めた。その他、1987年にはベルナルド・ベルトルッチ監督の『ラストエンペラー』にカメオ出演している。
ニューヨークからの帰国後、1991年に『人生は琴の弦のように』を監督し、この作品は翌1992年のイスタンブール国際映画祭でグランプリを受賞した。1993年、レスリー・チャン、チャン・フォンイー、コン・リーなどを配した一大抒情詩『さらば、わが愛/覇王別姫』を発表。第46回カンヌ国際映画祭パルム・ドール、第51回ゴールデングローブ賞外国語映画賞など多数の賞を獲得し、キャリア最大の成功を収めた。同作は2008年には日本で蜷川幸雄の演出により舞台化されている。その後も『花の影』（1996年）、『始皇帝暗殺』（1998年）といった作品を監督した。また、1996年には女優のチェン・ホン（陳紅）と結婚した。
2002年、自由な映画製作のためにハリウッドに渡り、ヘザー・グラハム、ジョセフ・ファインズらを起用して『キリング・ミー・ソフトリー』を監督したが、興行面、批評でも成功には至らなかった。その後は中国での製作に復帰。2002年の『北京ヴァイオリン』はサン・セバスティアン国際映画祭で監督賞、フロリダ映画祭とトライベッカ映画祭では観客賞を受賞。興行的な成功も収めた。2004年にはテレビドラマとしてリメイクされ、自ら芸術総監督として製作に携わった。2005年、真田広之、セシリア・チャン、ニコラス・ツェー、チャン・ドンゴンと日中韓の俳優を起用して『PROMISE』を監督。建設部に撮影による環境破壊を指摘され、これが国内で大きく報道されたことによって社会問題に発展したが、第63回ゴールデングローブ賞外国語映画賞にノミネートされるなど成功を収めた。2006年には第28回モスクワ国際映画祭で特別功労賞を受賞。2008年、レオン・ライを起用し、梅蘭芳の少年時代から晩年までを描く『花の生涯〜梅蘭芳〜』を監督。翌2009年の第59回ベルリン国際映画祭のコンペティション部門に出品された。また、2008年には第21回東京国際映画祭でロシアのニキータ・ミハルコフ監督とともに黒澤明賞を受賞した。
2012年の中国の人肉捜索を題材にした『搜索』（原題）は第85回アカデミー賞外国語映画賞の中国代表作品に選出されたが、ノミネートには至らなかった。2017年には日中合作の『空海-KU-KAI- 美しき王妃の謎』を監督。
その後はいわゆる「主旋律映画」と呼ばれる国策映画の製作・監督が続き、オムニバス映画『愛しの母国』（2019年、総監督）や、「抗美援朝」をテーマとした朝鮮戦争時の中国人民志願軍と実質アメリカ軍である国連軍との軍事衝突を描いた『1950 鋼の第7中隊』（2021年、共同監督）、『1950 水門橋決戦』 （2022年、製作）がそれぞれ公開され、2023年の国慶節では自身の単独監督作である『志願軍 〜雄兵出撃〜』が公開された。

## 作品

### 監督
- 黄色い大地 黄土地（1984年）
- 大閲兵 大阅兵（1986年）
- 子供たちの王様 孩子王（1987年）
- 人生は琴の弦のように 邊走邊唱（1991年）
- さらば、わが愛/覇王別姫 霸王别姬（1993年）
- 花の影 風月（1996年）
- 始皇帝暗殺 荊軻刺秦王（1998年） - 兼出演
- キリング・ミー・ソフトリー Killing Me Softly（2002年）
- 10ミニッツ・オールダー 人生のメビウス「夢幻百花」 Ten Minutes Older - 百花深处（2002年） - オムニバスの一篇
- 北京ヴァイオリン 和你在一起（2002年）
- PROMISE 无极（2005年）
- それぞれのシネマ「チュウシン村」 Chacun son cinéma - 朱辛庄（2007年） - オムニバスの一篇
- 花の生涯〜梅蘭芳〜 梅蘭芳（2008年）
- 運命の子 趙氏孤兒（2010年）
- 搜索（2012年） - 日本未公開
- 道士下山 道士下山（2015年）
- 空海-KU-KAI- 美しき王妃の謎 妖猫伝（2017年）※日中共同製作映画[13]
- 1950 鋼の第7中隊 長津湖（2021年） - ツイ・ハーク、ダンテ・ラムと共同監督
- 少年時代（2023年） - 日本未公開
- 志願軍 〜雄兵出撃〜 志愿軍：雄兵出撃（2023年） - 2024東京・中国映画週間で上映

### その他の関係作品
映画
- 愛しの母国 我和我的祖国 （2019年） - 総合監督
- 1950 水門橋決戦 長津湖之水門橋 （2022年） - 製作

テレビドラマ
- 三国志 呂布と貂蝉 呂布與貂蟬 または 蝶舞天涯 （2004年） - 総監督
- 北京バイオリン 和你在一起 （2004年） - 芸術総監督
- 民初八行伝 〜正しき反逆者たち〜 民初奇人伝 （2020年） - プロデューサー

## 受賞歴
- 1985年 ロカルノ国際映画祭銀豹賞、エキュメニカル賞特別表彰（『黄色い大地』）
- 1985年 ハワイ国際映画祭イースト・ウエスト・センター賞（『黄色い大地』）
- 1987年 モントリオール世界映画祭審査員賞（『大閲兵』）
- 1992年 イスタンブール国際映画祭グランプリ（『人生は琴の弦のように』）
- 1993年 第46回カンヌ国際映画祭パルム・ドール、国際映画批評家連盟賞（『さらば、わが愛/覇王別姫』）
- 1993年 第59回ニューヨーク映画批評家協会賞外国語映画賞（『さらば、我が愛/覇王別姫』）
- 1993年 第19回ロサンゼルス映画批評家協会賞外国語映画賞（『さらば、我が愛/覇王別姫』）
- 1994年 第51回ゴールデングローブ賞外国語映画賞（『さらば、我が愛/覇王別姫』）
- 1994年 第47回英国アカデミー賞外国語作品賞（『さらば、我が愛/覇王別姫』）
- 1994年 第49回毎日映画コンクール外国映画賞（『さらば、我が愛/覇王別姫』）
- 2002年 サン・セバスティアン国際映画祭監督賞（『北京ヴァイオリン』）
- 2003年 フロリダ映画祭観客賞（『北京ヴァイオリン』）
- 2003年 トライベッカ映画祭観客賞（『北京ヴァイオリン』）
- 2006年 第28回モスクワ国際映画祭特別功労賞
- 2006年 テッサロニキ国際映画祭ゴールデン・アレクサンダー名誉賞
- 2008年 第21回東京国際映画祭黒澤明賞

## 著書
- 『私の紅衛兵時代－ある映画監督の青春』（1990年）刈間文俊訳 講談社（講談社現代新書）